# Vespa-Caproni
L'autoblindo Vespa-Caproni era un veicolo militare italiano, ideato dalle industrie aeronautiche Caproni. Ne fu costruito solo un prototipo, lungamente testato il 2 febbraio 1942 presso il Centro Studi della Motorizzazione ma, nonostante fosse un progetto particolarmente innovativo, non entrò mai in produzione.
L'idea iniziale era quella di dotare l'esercito italiano di un veicolo blindato ragionevolmente piccolo, leggero, agile e veloce.

## Caratteristiche

Veduta frontale dell'autoblindo. Sul muso la scritta "Vespa Caproni" sottolineata

La Vespa-Caproni poteva ospitare due uomini d'equipaggio.
La sua caratteristica più evidente – probabilmente unica nel campo dei veicoli militari – era la posizione delle ruote, che erano disposte a rombo, o losanga: una anteriore e una posteriore (come una motocicletta), e due centrali, coassiali, poste ai due lati del mezzo; in pratica una configurazione 1x2x1. Questo conferiva al veicolo un raggio di sterzata particolarmente ridotto, qualità utile per un'autoblindo destinato principalmente alla rapida esplorazione e ricognizione.
Aveva un motore a 8 cilindri Lancia Astura da 82 cavalli di potenza; era lunga 3,90 metri, larga 2 metri e alta 1,85 metri. Il peso era di 3,4 tonnellate. La corazza frontale era spessa 26mm e quella laterale 14mm. Poteva raggiungere la velocità di 86 km/h ed aveva un'autonomia di 200 km su strada. Era armato di una mitragliatrice Breda Mod. 38 da 8mm.